# 彩虹桥站
彩虹橋站是广州地铁8号线与11号线的换乘车站，位於中国廣東省廣州市荔灣區与越秀区交界的荔湾路东风西路口的地底、流花湖公园西南面的地底。车站因彩虹橋而得名。
本站的8号线部分工程因進度落後，无法赶在2020年随8號綫北延段一同通车，而延期至2022年9月28日啟用。2024年12月28日随11号线开通而成为换乘车站。未来13号线和22号线（芳白城际）均经过本站，成为四线换乘站。

## 車站結構

### 車站樓層
本站共有四層。地面为车站各出入口，附近為荔灣路、東風西路及高架橋、西華路、流花湖公園及其它建築、地下一層為出入口至站厅之间的阁楼/转换层；地下二層為站廳层；地下三層為11號線及13號線月台，以及8号线车站的转换层/设备区；地下四層為8號線月台。
由於受到東風西路上方德坭立交高架橋的限制，車站8號線站體與11、13號線站體分別處於東風西路南北兩側，兩者站廳和站台分別通過多條下穿東風西路的暗挖通道連接。
11号线和13號线的彩虹桥主变电站位于11、13号线车站的东端结构内，本站也成为广州地铁首个内嵌线路主变电站的车站。
本站共设有三处卫生间及母婴室，分别位于8号线站厅东南侧非付费区A出入口附近，以及11/13号线两个站台往中山八方向的一端。
| 地下一层 | 北站厅閣樓                 | G出入口、售票機、安检设施                                     |                                       |                                       |
|          |                            |                                                               |                                       |                                       |
|          | 南站厅閣樓                 | 预留通往B出入口（未开放）                                     |                                       |                                       |
|          |                            |                                                               |                                       |                                       |
|          | D口转换层                  | 安检设施 来往D出入口及南站厅                                  |                                       |                                       |
| 地下二层 | 北站廳 11号线              | 售票機、客務中心、安检设施                                    |                                       |                                       |
|          | 聯絡通道                   | 聯絡南北站廳、来往 █8号线 和 █11号线                          |                                       |                                       |
|          | 南站廳 8号线               | 售票機、客務中心、警务室、安检设施、卫生间、母婴室            |                                       |                                       |
| 地下三层 | 5 站台                     | █11号线 外环方向（下站：中山八）                              |                                       |                                       |
|          | 岛式站台（卫生间、母婴室） |                                                               |                                       |                                       |
|          |                            | 在建 █13号线                                                  |                                       |                                       |
|          |                            | 在建 █13号线                                                  |                                       |                                       |
|          | 岛式站台（卫生间、母婴室） |                                                               |                                       |                                       |
|          | 6 站台                     | █11号线 内环方向（下站：流花）                                |                                       |                                       |
|          |                            |                                                               |                                       |                                       |
|          | 转换层 8号线               | 楼梯从3站台往站厅（东侧）、楼梯从4站台往站厅（西侧） 車站設備 |                                       |                                       |
| 地下四层 | 3 站台                     | 侧式站台，僅供下車；前往 █11号线 站台                         | 侧式站台，僅供下車；前往 █11号线 站台 | 侧式站台，僅供下車；前往 █11号线 站台 |
|          |                            | █8号线 滘心方向（下站：西村）                                 |                                       |                                       |
|          | 1 站台 2 站台              | 岛式站台，僅供上車                                            | 岛式站台，僅供上車                    | 岛式站台，僅供上車                    |
|          |                            | █8号线 万胜围方向（下站：陈家祠）                             |                                       |                                       |
|          | 4 站台                     | 侧式站台，僅供下車；前往 █11号线 站台                         | 侧式站台，僅供下車；前往 █11号线 站台 | 侧式站台，僅供下車；前往 █11号线 站台 |

### 车站设计
本站8、11、13号线车站整体建筑面积约8.6万平方米，相当于4个普通车站；8号线及11/13号线站厅采用通高设计，公共区层高更高达10.4米至11米，是普通车站的2倍，并采用Y形大水泥柱支撑。
本站结合站名中的“彩虹”及车站所在区域的文化特色，地铁方面将该站打造为8号线的特色车站，以“南越彩虹，不让姑苏”为设计主题。站厅层墙面引入了南汉时期城西城墙的元素，外墙使用与8號綫站台墙面相同的历史卫星影像为装饰，体现了彩虹桥作为西关要塞的历史；车站天花通过曲线格栅造型和灯光变换以呈现彩虹效果；车站地面则采用了水波纹肌理的天然石材，以此与彩虹主题相呼应。车站A、C口地面部分采用与其他车站出口不同的蓝色方形设计，内部墙面则分别利用彩色瓷砖、彩虹玻璃形成“彩虹墙”。D出入口及8号线和11/13号线间换乘通道亦利用光线折射形成“彩虹墙”。11、13号线车站仅保留黄色城墙元素墙面，天花未如8号线般设置彩虹灯条。
此外，本站的11、13号线车站部分共设有43台扶手电梯，是11号线工程中三个设置超过40台以上的扶手电梯的车站之一。
- 8号线站台大字壁侧墙采用卫星影像作为背景
- 站厅联络通道的“彩虹墙”折射板设计
- D出入口通道的“彩虹墙”折射板设计
- A出入口地面墙身的马赛克“彩虹墙”设计

### 站厅
彩虹桥站分别设有8号线使用的南站厅以及11/13号线共用的北站厅，为方便乘客进出及换乘，北站厅中央以南、南站厅中部及西侧被划分为付费区，其中南站厅西侧的付费区只供8号线的4站台出站乘客使用。南北站厅之间的付费区和非付费区均通过站厅暗挖通道相連。
另外，8号线站厅北端上方设有供预留B出入口使用的阁楼，车站开通初期作为观景平台使用，现时则暂时关闭，通往平台的楼梯和扶梯均被拦住。11/13号线站厅上方同样设有供G出入口使用的阁楼，上述阁楼均设有自动售票机及闸机等设施。
8号线站厅部分各自设有一台专用电梯、多条扶手电梯及楼梯分别连接8号线三个站台，其中连接4号站台的升降机门因设于非付费区D出入口旁附近，使用时需向车站职员协助。11/13号线站厅部分各自设有一台专用电梯、多条扶手电梯及楼梯分别连接不同月台。
彩虹桥站南北站厅均設有自动售票機及智能客務中心。其中南站厅在A出入口旁设有商店，AED则在D出入口附近。
- 位于北站厅部分的G出入口阁楼站厅层
- 南站厅通往阁楼现时暂时关闭

### 换乘
目前8号线至11号线可直接通過两个侧式月台北侧设置的换乘通道，前往11号线两个站台；11号线至8号线则需要绕经站厅。
而11号线和目前在建的13号线之间采用順向跨月台换乘，乘客可以走到對面月台直接換乘另一列列車前往目的地，或途經站廳換乘另一列列車前往目的地。
- 11/13号线站厅往8号线站厅通道入口
- 8号线站厅往11/13号线站厅通道入口
- 8号线4号站台往11/13号线换乘通道入口
- 8号线3号站台往11/13号线换乘通道设有扶手电梯和楼梯前往各自站台

### 月台
本站8號綫月台為一組西班牙式月台，位於荔湾区一侧的荔灣路地底，其中中間島式月台為上車月台，兩邊側式月台為下車月台；列車先開啟右側車門供下車，再開啟左側車門供上車。
11號線及在建的13號線则共用兩個島式站台，位於越秀区一侧的流花湖公園南部，靠近東風西路一側的地底。其中11號線使用外側的5號和6號月台，13號線则使用内側的7號和8號月台，因13号线二期正在建设中，目前13號線双方向月台均被圍蔽。另外，本站13号线站台部分东侧设有一组交叉渡线。

### 出入口
目前彩虹桥站设有6个出入口供乘客进出，车站启用初期仅开放A、C、D出入口，11/13号线车站部分启用时新增F、G、H出入口。
|                                           |                                                       |      |          | |
|                                           |                                                       |      |          | |
| 编号                                      | 设施                                                  | 照片 | 出口指示 | 建议前往的目的地 |
| 南站廳（ 8号线 ）                         |                                                       |      |          | |
| A                                         | 盲道标志 · 升降机标志 · 无障碍通道标志 · 扶手电梯标志 |      | 西华路   | 康王北路、小梅大街、驷马涌文化广场、国家税务总局广州市荔湾区税务局、广州市第十七中学（西校区）、奥宝汇科创园、彩虹戏院公交车站 |
| C                                         | 盲道标志 · 扶手电梯标志                               |      | 东风西路 | 广州市民族宗教事务局、广州市协作办公室、东风西路公交站（东行①、②号分站）、西华路尾公交总站                                     |
| D                                         | 扶手电梯标志                                          |      | 荔湾路   | 周门路、彩虹文化广场、广州市规划和自然资源局荔湾区分局、彩虹桥公交车站（南行①、②号分站）                                       |
| 北站廳（ 11号线 ）                        |                                                       |      |          | |
| F                                         | 盲道标志 · 升降机标志 · 无障碍通道标志 · 扶手电梯标志 |      | 东风西路 | 流花湖公园南门、广州市少年宫、广州市人民来访接待厅、东风西路公交车站（西行①、②、③号分站）                                      |
| G                                         | 扶手电梯标志                                          |      | 东风西路 | |
| H                                         | 盲道标志 · 扶手电梯标志                               |      | 东风西路 | 流花路、流花西苑 |
| 註： 設有 \| 設有 \| 設有 \| 設有扶手電梯 |                                                       |      |          | |

## 接驳交通
彩虹桥站附近设有彩虹桥、彩虹戏院、东风西路、西华路尾等多个公交车站。
| 普通巴士线路 \| 编号 \| 编号 \| 线路 \| 线路 \| 线路 \| 收费 \| 备注 \| \| ------ \| ------------- \| ---------------------------- \| --------------------- \| -------------------------- \| --------------------- \| -------------------------------- \| \| \| 9 \| 中山八路 \| ⇆ \| 沥滘 \| 2元 \| 经内环路、工业大道 \| \| \| 广12 \| （广州）二沙島西 \| ⇆ \| （佛山）万科四季花城 \| 2元 \| \| \| \| 15 \| 西华路尾 \| ⇆ \| 汾水小区 \| 2元 \| \| \| \| 52 \| 南漖（立白科技园） \| ⇆ \| 广州火车站（草暖公园） \| 3元 \| \| \| \| 55 \| 金沙洲（涛乐街） \| ⇆ \| 桥东小区 \| 2元 \| \| \| \| 62 \| 兴民路（天汇广场） \| ⇆ \| 西湾路（唐宁花园） \| 2元 \| \| \| \| 80 \| 海印桥 \| ⇆ \| 同德围（金德苑） \| 2元 \| \| \| \| 88 \| 沥滘路西 \| ⇆ \| 西场 \| 2元 \| \| \| \| 114 \| 南田路 \| ⇆ \| 罗冲围（松南路） \| 2元 \| \| \| \| 133 \| 中山八路 \| ⇆ \| 龙口西（穗园小区） \| 2元 \| \| \| \| 181 \| 景泰坑 \| ⇆ \| 坑口地铁站 \| 3元 \| \| \| \| 215 \| 东山龟岗（中共三大会址） \| 主线 ⇆ \| 同德围（教师新村） \| 2元 \| \| \| 长线 → \| 215 \| 东山龟岗（中共三大会址） \| 麗康居 \| \| 2元 \| \| \| \| 229 \| 罗冲围（松南路） \| ⇆ \| 琶洲石基村（黄埔古港） \| 3元 \| \| \| \| 238 \| 康王路（上下九） \| ⇆ \| 石井潭村 \| 2元 \| \| \| \| 253 \| 瑞宝乡 \| ⇆ \| 罗冲围（松南路） \| 2元 \| \| \| \| 256 \| 珠岛花园 \| ↻ \| 草暖公园 \| 2元 \| \| \| \| 广260 \| （广州）站南路 \| ⇆ \| （佛山）穗盐路（雍景豪园） \| 2元 \| \| \| \| 261 \| 大坦沙（市1中） \| ⇆ \| 鱼珠 \| 3元 \| \| \| \| 268 \| 泮塘 \| ⇆ \| 白云花园 \| 2元 \| \| \| \| 广275 \| （广州）解放北路（应元路口） \| ⇆ \| （佛山）平洲（富丰君御） \| 3元 \| \| \| \| 广276 \| （广州）南洲北路（好信广场） \| ⇆ \| （佛山）万科四季花城 \| 2–3元 \| \| \| \| 广283 \| 广州火车东站 \| ⇆ \| （佛山）万科四季花城 \| 3元 \| \| \| \| 广283中海班车 \| （广州）天河公交场 \| ⇆ \| （佛山）白沙（中海金沙湾） \| 2元 \| \| \| \| 288 \| 祈福新邨 \| ⇆ \| 西华路尾 \| 3元 \| \| \| \| 288A \| 已于2024年6月30日停办 \| 已于2024年6月30日停办 \| 已于2024年6月30日停办 \| 已于2024年6月30日停办 \| 已于2024年6月30日停办 \| \| \| 518 \| 站前路（西郊大厦） \| ⇆ \| 棠德花苑 \| 3元 \| \| \| \| 521 \| 凰岗 \| ⇆ \| 石溪 \| 2元 \| 石溪方向经凤凰新村（宝业路口） \| \| \| 527 \| 广州白云站 \| ⇆ \| 石溪 \| 2元 \| \| \| \| 530 \| 沙涌南（凤翔公园） \| ⇆ \| 润江南路 \| 2元 \| \| \| \| 552 \| 站南路 \| ⇆ \| 坑口地铁站 \| 2元 \| \| \| \| 555 \| 大坦沙（市1中） \| ⇆ \| 白云文化广场 \| 2元 \| \| \| \| 705 \| 广州白云站东广场 \| ⇆ \| 广州北站（秀全大道） \| 3–4元 \| \| \| \| B3 \| 罗冲围 \| ⇆ \| 汇彩路北 \| 2元 \| \| \| \| 夜3 \| 凰岗 \| ⇆ \| 石溪 \| 3元 \| 石溪方向经光大花园 521路附属线路 \| \| \| 夜6 \| 中山八路 \| ⇆ \| 新滘东路（龙潭村） \| 3元 \| 8路附属线路 \| \| \| 夜11 \| 芳村西塱 \| ⇆ \| 广州火车站（草暖公园） \| 3元 \| 19路附属线路 \| \| \| 夜16 \| 门口岗 \| ⇆ \| 城西花园 \| 3元 \| \| \| \| 夜18 \| 广州火车站（草暖公园） \| ⇆ \| 员村 \| 3元 \| \| \| \| 夜19 \| 罗冲围 \| ⇆ \| 汇彩路北 \| 4元 \| B3路附属线路 \| \| \| 夜21 \| 东山龟岗（中共三大会址） \| ⇆ \| 石井潭村 \| 3元 \| 215路附属线路 \| \| \| 夜30 \| 沥滘路西 \| ⇆ \| 罗冲围（松南路） \| 4元 \| 88路附属线路 \| \| \| 夜45 \| 大塘（坚真花园） \| ⇆ \| 城西花园 \| 3元 \| 226路附属线路 \| \| \| 夜59 \| 机务段 \| ↺ \| 中山八路 \| 3元 \| 486路附属线路 \| \| \| 夜95 \| 大坦沙（市1中） \| ⇆ \| 南方医院 \| 4元 \| 832路附属线路 \| \| \| 夜120 \| 西湾路（唐宁花园） \| ⇆ \| 石溪 \| 3元 \| 527路附属线路 \| |               |                              |                       |                            |                       |                                  |
| 编号 | 编号          | 线路                         | 线路                  | 线路                       | 收费                  | 备注                             |
| | 9             | 中山八路                     | ⇆                     | 沥滘                       | 2元                   | 经内环路、工业大道               |
| | 广12          | （广州）二沙島西             | ⇆                     | （佛山）万科四季花城       | 2元                   |                                  |
| | 15            | 西华路尾                     | ⇆                     | 汾水小区                   | 2元                   |                                  |
| | 52            | 南漖（立白科技园）           | ⇆                     | 广州火车站（草暖公园）     | 3元                   |                                  |
| | 55            | 金沙洲（涛乐街）             | ⇆                     | 桥东小区                   | 2元                   |                                  |
| | 62            | 兴民路（天汇广场）           | ⇆                     | 西湾路（唐宁花园）         | 2元                   |                                  |
| | 80            | 海印桥                       | ⇆                     | 同德围（金德苑）           | 2元                   |                                  |
| | 88            | 沥滘路西                     | ⇆                     | 西场                       | 2元                   |                                  |
| | 114           | 南田路                       | ⇆                     | 罗冲围（松南路）           | 2元                   |                                  |
| | 133           | 中山八路                     | ⇆                     | 龙口西（穗园小区）         | 2元                   |                                  |
| | 181           | 景泰坑                       | ⇆                     | 坑口地铁站                 | 3元                   |                                  |
| | 215           | 东山龟岗（中共三大会址）     | 主线 ⇆                | 同德围（教师新村）         | 2元                   |                                  |
| 长线 → | 215           | 东山龟岗（中共三大会址）     | 麗康居                |                            | 2元                   |                                  |
| | 229           | 罗冲围（松南路）             | ⇆                     | 琶洲石基村（黄埔古港）     | 3元                   |                                  |
| | 238           | 康王路（上下九）             | ⇆                     | 石井潭村                   | 2元                   |                                  |
| | 253           | 瑞宝乡                       | ⇆                     | 罗冲围（松南路）           | 2元                   |                                  |
| | 256           | 珠岛花园                     | ↻                     | 草暖公园                   | 2元                   |                                  |
| | 广260         | （广州）站南路               | ⇆                     | （佛山）穗盐路（雍景豪园） | 2元                   |                                  |
| | 261           | 大坦沙（市1中）              | ⇆                     | 鱼珠                       | 3元                   |                                  |
| | 268           | 泮塘                         | ⇆                     | 白云花园                   | 2元                   |                                  |
| | 广275         | （广州）解放北路（应元路口） | ⇆                     | （佛山）平洲（富丰君御）   | 3元                   |                                  |
| | 广276         | （广州）南洲北路（好信广场） | ⇆                     | （佛山）万科四季花城       | 2–3元                 |                                  |
| | 广283         | 广州火车东站                 | ⇆                     | （佛山）万科四季花城       | 3元                   |                                  |
| | 广283中海班车 | （广州）天河公交场           | ⇆                     | （佛山）白沙（中海金沙湾） | 2元                   |                                  |
| | 288           | 祈福新邨                     | ⇆                     | 西华路尾                   | 3元                   |                                  |
| | 288A          | 已于2024年6月30日停办        | 已于2024年6月30日停办 | 已于2024年6月30日停办      | 已于2024年6月30日停办 | 已于2024年6月30日停办            |
| | 518           | 站前路（西郊大厦）           | ⇆                     | 棠德花苑                   | 3元                   |                                  |
| | 521           | 凰岗                         | ⇆                     | 石溪                       | 2元                   | 石溪方向经凤凰新村（宝业路口）   |
| | 527           | 广州白云站                   | ⇆                     | 石溪                       | 2元                   |                                  |
| | 530           | 沙涌南（凤翔公园）           | ⇆                     | 润江南路                   | 2元                   |                                  |
| | 552           | 站南路                       | ⇆                     | 坑口地铁站                 | 2元                   |                                  |
| | 555           | 大坦沙（市1中）              | ⇆                     | 白云文化广场               | 2元                   |                                  |
| | 705           | 广州白云站东广场             | ⇆                     | 广州北站（秀全大道）       | 3–4元                 |                                  |
| | B3            | 罗冲围                       | ⇆                     | 汇彩路北                   | 2元                   |                                  |
| | 夜3           | 凰岗                         | ⇆                     | 石溪                       | 3元                   | 石溪方向经光大花园 521路附属线路 |
| | 夜6           | 中山八路                     | ⇆                     | 新滘东路（龙潭村）         | 3元                   | 8路附属线路                      |
| | 夜11          | 芳村西塱                     | ⇆                     | 广州火车站（草暖公园）     | 3元                   | 19路附属线路                     |
| | 夜16          | 门口岗                       | ⇆                     | 城西花园                   | 3元                   |                                  |
| | 夜18          | 广州火车站（草暖公园）       | ⇆                     | 员村                       | 3元                   |                                  |
| | 夜19          | 罗冲围                       | ⇆                     | 汇彩路北                   | 4元                   | B3路附属线路                     |
| | 夜21          | 东山龟岗（中共三大会址）     | ⇆                     | 石井潭村                   | 3元                   | 215路附属线路                    |
| | 夜30          | 沥滘路西                     | ⇆                     | 罗冲围（松南路）           | 4元                   | 88路附属线路                     |
| | 夜45          | 大塘（坚真花园）             | ⇆                     | 城西花园                   | 3元                   | 226路附属线路                    |
| | 夜59          | 机务段                       | ↺                     | 中山八路                   | 3元                   | 486路附属线路                    |
| | 夜95          | 大坦沙（市1中）              | ⇆                     | 南方医院                   | 4元                   | 832路附属线路                    |
| | 夜120         | 西湾路（唐宁花园）           | ⇆                     | 石溪                       | 3元                   | 527路附属线路                    |

## 利用状况
彩虹桥站被众多居民楼和住宅小区围绕，同时本站邻近以美食一条街著称的西华路，逢周末和节假日会有不少市民和游客通过本站前往西华路觅食，因此该站全天出入闸客流较多。但因车站空间宽敞，现时并未出现挤迫情况。
在每年農曆新年期間，荔灣區亦會在本站附近的荔灣路举办一年一度的荔灣花市，屆時本站客流量將會有所上升。

## 历史

### 规划
在1997年的地铁规划方案中，当时4号线在东风西路荔湾路口设有车站，位置已与现今彩虹桥站接近。其后在2003年方案中，4号线成为现今8号线的一部分，仍设有本站。但到2008年规划地铁环线时，小环线方案中车站改至康王北路东风西路口设置，并更名流花湖公园站；大环线方案中车站则设于站前路东风西路口，名为彩虹桥站。最终在2010年确定的方案中，环线使用特大环线方案，本站亦确定为8号线、11号线（环线）和13号线的换乘站，同时确定在现时位置设置。其后规划22号线北延段亦确定在当年大环线方案的位置设置彩虹桥站，车站成为四线换乘枢纽。

### 建设

#### 8号线
2013年4月3日，本站8号线车站部分正式围蔽施工，标志着本站正式开工建设。在此前，对位于流花湖公园内，预定成为车站工地的流花鸟苑进行了清拆。
2020年1月中旬，本站8號綫部分主體結構封頂，為8號綫北延段最後一個封頂的車站。但依然未能赶及在同年11月与8號線北延段一同开通。当时，车站月台僅完成了土建工程，以及裝有屏蔽門、扶梯和電梯以及必要的設備，8號線列車減速通過本站，8号线北延段开通后屏蔽門前方亦曾設有多組擋板進行遮擋，避免車上乘客在過站時觀察到未裝修的月台。撤下擋板後，列车经过时乘客在车上可查看月台的样貌。
2022年6月17日，车站3号出入口封顶，随即在6月19日转入机电施工。同年9月，车站完成“三权”移交，并于9月28日首班车起正式投入服务。

#### 11、13号线
11、13号线车站部分于2017年7月开工建设，2022年1月实现主体结构封顶，2024年7月30日完成“三权”移交。

### 运营

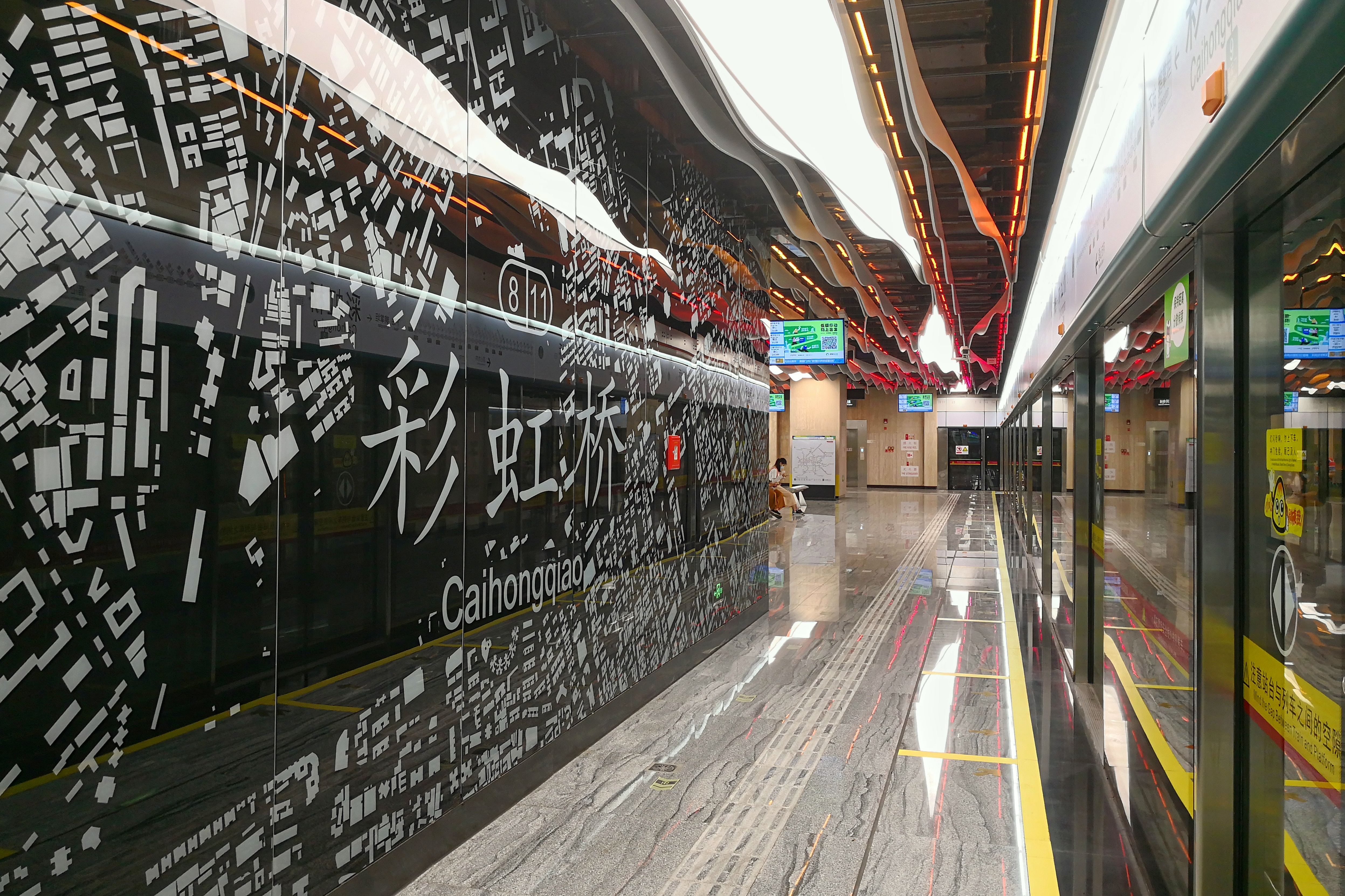
8号线站台的站名大字壁，车站开通初期其英文站名为Caihongqiao。

2022年末疫情期间，本站曾受防控措施影响，于2022年11月9日9时至11月14日12时暂时关闭。
车站开通初期，本站英文站名定为Caihongqiao；2024年12月28日11号线开通，本站英文站名同步更改为Caihong Bridge，相关物料也在11号线开通前夕陆续更新。

## 未來發展

### 13号线二期
未來待13號綫二期開通，目前11号线两个站台一侧供13号线使用的月台将会启用。

### 22号线
22号线设站于流花湖公园西侧、广湛高铁东侧、东风西路北侧，处于流花路正下方，设有6个出入口。因原设计的三线换乘车站未作出预留，22号线车站将通过长约300米的站厅换乘通道与11、13号线站厅连接。22號線站台屆時將位於地下五層。当局计划在2023年5月至2025年6月期间，将本站建设工程与广湛高铁和广州站改造同步进行。2023年9月9日起，当局围蔽流花路部分路段，以进行22号线车站施工。

### 未來車站樓層

#### 8、11、13号线

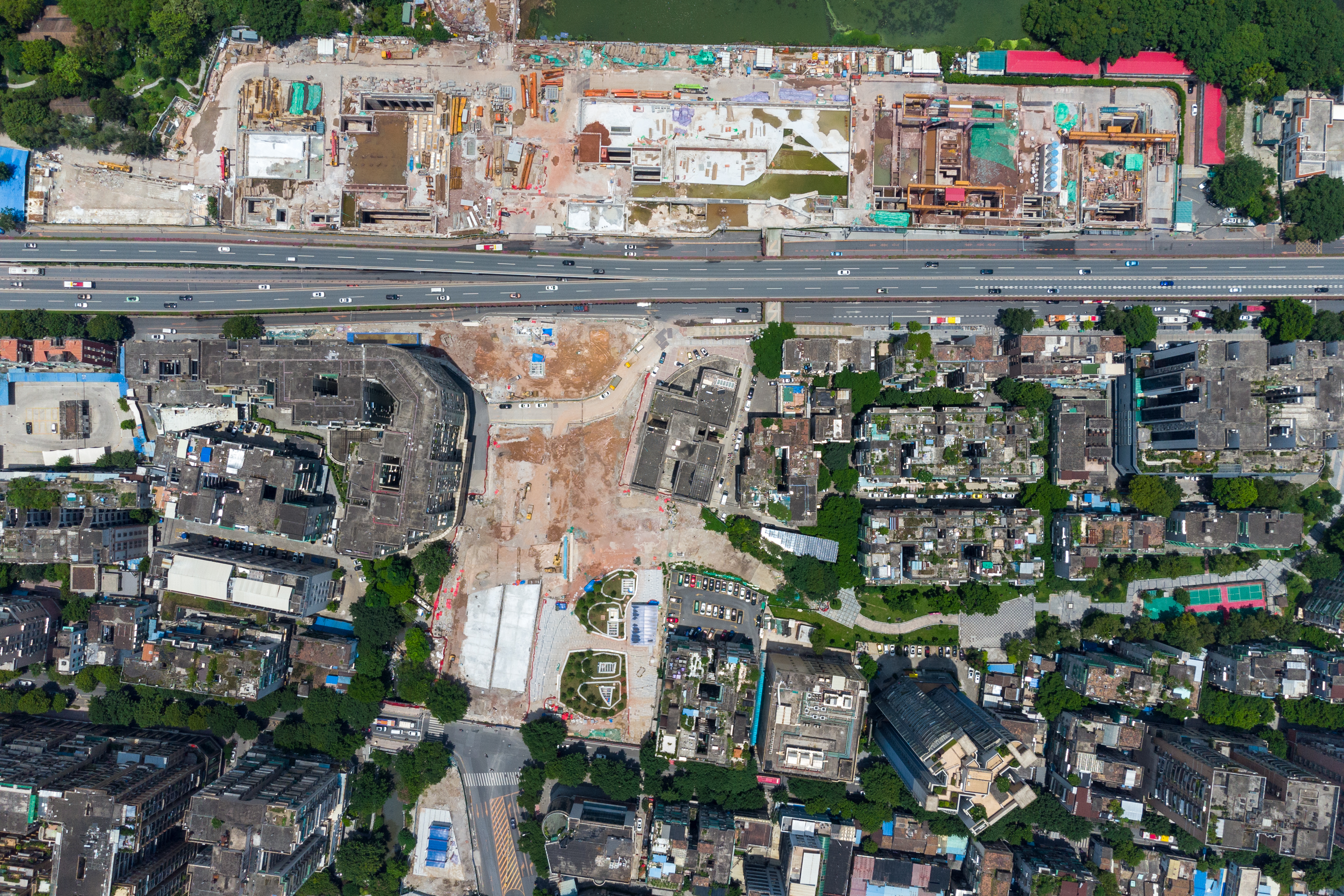
车站工地航拍（2022年8月，上方为11/13号线，下方为8号线）

| 地下一层 | 北站厅閣樓                 | G出入口、售票機、安检设施                                     |                                                |                                                |
|          |                            |                                                               |                                                |                                                |
|          | 南站厅閣樓                 | B出入口、售票機、安检设施                                     |                                                |                                                |
|          |                            |                                                               |                                                |                                                |
|          | D口转换层                  | 安检设施 来往D出入口及南站厅                                  |                                                |                                                |
| 地下二层 | 北站廳 11号线 13号线       | 售票機、客務中心、安检设施 经换乘通道前往 █22号线             |                                                |                                                |
|          | 聯絡通道                   | 聯絡南北站廳、来往 █8号线 和 █11号线 / █13号线                |                                                |                                                |
|          | 南站廳 8号线               | 售票機、客務中心、警务室、安检设施、卫生间、母婴室            |                                                |                                                |
| 地下三层 | 5 站台                     | █11号线 外环方向（下站：中山八）                              |                                                |                                                |
|          | 岛式站台（卫生间、母婴室） |                                                               |                                                |                                                |
|          | 8 站台                     | █13号线 朝阳方向（下站：西场）                                |                                                |                                                |
|          | 7 站台                     | █13号线 新沙方向（下站：纪念堂）                              |                                                |                                                |
|          | 岛式站台（卫生间、母婴室） |                                                               |                                                |                                                |
|          | 6 站台                     | █11号线 内环方向（下站：流花）                                |                                                |                                                |
|          |                            |                                                               |                                                |                                                |
|          | 转换层 8号线               | 楼梯从3站台往站厅（东侧）、楼梯从4站台往站厅（西侧） 車站設備 |                                                |                                                |
| 地下四层 | 3 站台                     | 侧式站台，仅供下车；前往 █11号线、█13号线 站台                | 侧式站台，仅供下车；前往 █11号线、█13号线 站台 | 侧式站台，仅供下车；前往 █11号线、█13号线 站台 |
|          |                            | █8号线 江府方向（下站：西村）                                 |                                                |                                                |
|          | 1 站台 2 站台              | 岛式站台，仅供上车                                            | 岛式站台，仅供上车                             | 岛式站台，仅供上车                             |
|          |                            | █8号线 莲花方向（下站：陈家祠）                               |                                                |                                                |
|          | 4 站台                     | 侧式站台，仅供下车；前往 █11号线、█13号线 站台                | 侧式站台，仅供下车；前往 █11号线、█13号线 站台 | 侧式站台，仅供下车；前往 █11号线、█13号线 站台 |

#### 22号线
| 地下二层 | 22号线站廳 | 站廳、售票機、客務中心、安检设施       |  |  |
|          | 换乘通道   | 前往 █8号线 █11号线 █13号线            |  |  |
| 地下三层 | 設備區     | 車站設備                               |  |  |
| 地下四层 | 設備區     | 車站設備                               |  |  |
| 地下五层 | 10 站台    | █22号线 番禺广场方向（下站：芳村）     |  |  |
|          | 岛式站台   |                                        |  |  |
|          | 9 站台     | █22号线 机场北方向（下站：广州火车站） |  |  |